# One Way or Another
| Оценки критиков | Оценки критиков |
| Источник        | Оценка          |
| --------------- | --------------- |
| AllMusic        | Без оценки      |

«One Way or Another» — песня американской группы Blondie с их альбома 1978 года Parallel Lines.
В мае 1979 года песня была издана отдельным синглом.
Песня достигла 24-го места в США (в «Горячей сотне» журнала «Билборд») и 7-го места в Канаде (в чарте RPM Top Singles).
В 2004 году журнал Rolling Stone поместил песню «One Way or Another» в исполнении группы Blondie на 298-е место своего списка «500 величайших песен всех времён». В списке 2011 года песня находилась на 305-м месте.
А в 2014 году британский музыкальный журнал New Musical Express поместил «One Way or Another» в исполнении Blondie на 455-е место уже своего списка «500 величайших песен всех времён».